# Ventweg

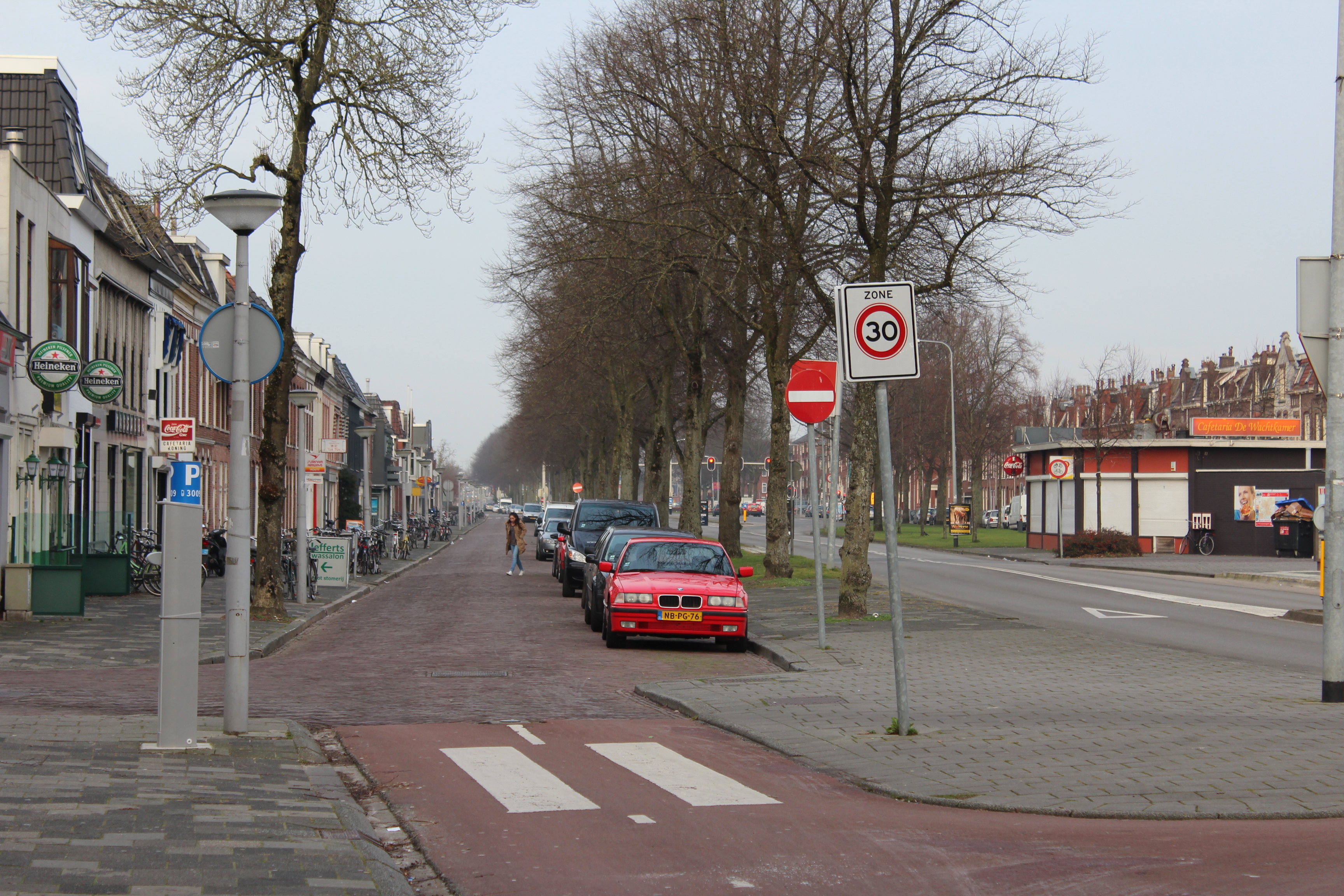
Groningen, ventweg aan de Bedumerweg

Een ventweg is in de regel een relatief smalle weg voor het lokale verkeer die parallel loopt aan een andere weg, meestal de zogenaamde hoofdweg die een doorgaande weg is. Een ventweg wordt vaak door een groenstrook of parkeerplaatsen gescheiden van de naast liggende hoofdweg.
De naam ventweg is ontleend aan handelaren en marskramers die hun waren langs de huizen verkopen (venten). 
Aan ventwegen zijn vaak parkeerplaatsen te vinden. Is er geen apart fietspad, dan maken fietsers gebruik van de ventweg. Langs een weg kunnen twee ventwegen liggen, aan weerszijden van de hoofdweg.
Een ventweg kan een aparte weg zijn, maar het is ook mogelijk dat de ventweg en de hoofdweg samen een weg vormen. Het verschil is niet altijd duidelijk.
Een ventweg ontstaat vaak doordat een nieuwe doorgaande weg wordt aangelegd naast de oorspronkelijke, smallere weg, waarbij de oorspronkelijke weg blijft liggen om toegang te bieden tot de aanliggende huizen en bedrijven (ten minste aan één kant van de weg; aan de andere kant moeten ze immers afgebroken worden voor de nieuwe weg).
Een voorbeeld is de Bedumerweg in Groningen die aan weerszijden ventwegen heeft.